# Джо Заґґ
Джозеф Ґрем «Джо» Заґґ (англ. Joe Sugg; 8 вересня 1991) — британський ютубер, режисеро і автор книг. Він відомий своїми каналами YouTube «ThatcherJoe», «ThatcherJoeVlogs» і «ThatcherJoeGames».

## Особисте життя
Джо Заґґ — молодший брат Зої Заґґ, яка також є блогером та інтернет особистістю і відома на YouTube як Zoella. Він працював покрівельником, що вплинуло на його кар'єру YouTube. З 2015 року Заґґ живе в квартирі в Лондоні з ютубером Каспаром Лі.

## Кар'єра
Заґґ створив свій канал «ThatcherJoe» в листопаді 2011 року і станом на 3 липня 2015 він має більш 5600000 абонентів і більше 500 мільйонів переглядів відео. Його відео складаються з проблем, пустощів, і вражень. Він створив «YouTuber Innuendo Bingo», схожий на BBC Radio 1 сегменту, а потім був запрошений туди ж, щоб розповісти про свій шлях.

### Музика
Заґґ був частиною «YouTube Boyband», щоб зібрати гроші для «Comic Relief» і були показаними у «The Guardian».
Заґґ також фігурує у синглі 2014 року «Чи знають вони це Різдво?» в рамках благодійного супергрупи «Band Aid 30», збір грошей для подолання епідемії 2014-2016 років хвороби, яку спричинює вірус Ебола в Західній Африці.

### Фільмографія
Заґґ озвучив епізодичну роль чайки разом із сусідом Каспаром Лі, коміксів Алана Карра і співачки Стейсі Соломон в 2015 роцы британської версії фільму «Губка Боб: Життя на суші». У тому ж році він з'явився у фільмі «Joe and Caspar Hit the Road».